# 인천 더샵 스카이타워
인천 더샵 스카이타워(영어: Incheon The Sharp Sky Tower)는 대한민국 인천광역시 미추홀구 도화동에 위치한 11개동의 초고층 아파트 단지이다.
2017년에 착공하여 2020년에 완공하였다.

## 구성
다음은 인천 더샵 스카이타워의 구성이다.
| 건물  | 1호       | 2호       | 3호       | 4호       | 5호       | 6호       |
| ----- | --------- | --------- | --------- | --------- | --------- | --------- |
| 101동 | 47층 남서 | 47층 남서 | 48층 남서 | 49층 남동 | 49층 남동 |           |
| 102동 | 35층 남동 | 35층 남동 |           |           |           |           |
| 103동 | 48층 남서 | 48층 남서 | 49층 남서 | 49층 남동 | 49층 남동 |           |
| 104동 | 35층 남동 | 35층 남동 |           |           |           |           |
| 105동 | 49층 남서 | 49층 남서 | 49층 남동 | 49층 남동 |           |           |
| 106동 | 35층 남동 | 35층 남동 |           |           |           |           |
| 107동 | 43층 남서 | 43층 남서 | 49층 남서 | 49층 남동 | 49층 남동 |           |
| 108동 | 49층 남서 | 49층 남서 | 49층 남동 | 49층 남동 | 44층 남동 | 44층 남동 |
| 201동 | 49층 남서 | 49층 남동 | 49층 남동 | 43층 남동 | 43층 남동 |           |
| 202동 | 43층 남서 | 43층 남동 | 43층 남동 |           |           |           |
| 203동 | 49층 남서 | 49층 남서 | 49층 남동 | 49층 남동 | 35층 남   | 35층 남   |

## 같이 보기
- 인천광역시의 마천루 목록